# Commando parachutiste de l'air no 10
Pour les articles homonymes, voir CPA.
Le Commando parachutiste de l'air no 10 (CPA 10) est une unité de forces spéciales de l'Armée de l'Air et de l’Espace, rattachée au Commandement des opérations spéciales depuis 1994 (débuts du COS). Situé sur la Base aérienne 123 d'Orléans-Bricy dans le Loiret, il est présent sur tous les théâtres d'opérations et au cœur des crises les plus aiguës,.

## Historique

### Origines
En 1935, les Soviétiques exécutent les premiers largages de parachutistes avec leurs équipements et leurs matériels de soutien. La France, consciente de l'intérêt opérationnel que représente ce mode de mise en place, envoie trois officiers en stage en Union soviétique afin de se familiariser avec les techniques et les matériels de parachutisme utilisés par l'URSS.
Parmi ces trois officiers, le capitaine Frédéric Geille, pilote de chasse de l’Armée de l’air, obtient le premier brevet d’instructeur parachutiste.
Le 12 septembre 1935, est décrétée par le ministre de l'Air, le général Denain, la création d'un centre d'instruction au parachutisme à Avignon-Pujaut, placé sous les ordres du capitaine Frédéric Geille. Le 26 septembre 1935, ce dernier célèbre l'inauguration du terrain de Pujaut.
Face aux résultats convaincants de ce centre, l'Etat-major de l'Armée de l'air met sur pied, le 2 octobre 1936, deux groupes d'infanterie de l'air (GIA), dont le concept d'emploi intègre la notion de combat aéroporté. Déclarés opérationnels le 1er avril 1937, le 601e GIA de Reims (Marne) et le 602e GIA de Blida-Maison Blanche (Algérie) constituent les deux premières unités parachutistes françaises.
Chaque groupe se compose de:
- un état-major ;
- une escadrille de transport de troupe (ETT) :  le GIA 601 commence avec des Potez 650 puis reçoit des Farman 224 en septembre 1939. Le GIA 602 s'entraine avec des LeO 213 puis est équipé de Potez 650 en mars 1938 ;
- une compagnie d’infanterie de l’air (CIA) et des services :  huit officiers, 25 sous-officiers et 174 parachutistes organisés en deux pelotons et un peloton de soutien (avec canon de 37 mm et mitrailleuses Hotchkiss Mle 1914). Chaque peloton de douze hommes est armé de mousquetons Berthier Mle 1916, deux FM 24/29 par peloton, de lance-grenades et grenades à main, des pistolets mitrailleurs MAS 38 et plus tard des pistolets mitrailleurs IEM.

Les canons de 37 mm ainsi que les mitrailleuses lourdes sont lancés dans des containers séparés. La doctrine et la formation sont inspirées des grandes formations russes observées à Kiev en 1935. Beaucoup d'équipements spécifiques — ceintures pour la fixation de divers équipements… — sont spécialement étudiés et réalisés par l'Armée de l'air française. Ces équipements sont présentés aux forces britanniques en 1939 et adoptés par le SAS britannique. Les premiers parachutes étaient soit des parachutes de sport américains de la marque Irvin, importés par la Société générale des parachutes, depuis les usines d'Angleterre, soit des copies russes du modèle Irvin. Plus tard, les modèles français Aviorex 120 et 130 sont utilisés.
En 1939, alors que débute le second conflit mondial, le 601e GIA s’installe à la base aérienne d’Avignon-Pujaut et le 602e GIA à Montélimar. Les deux unités sont réunies quelque temps plus tard dans un groupement d’infanterie de l’air, placé en réserve générale. Le 31 janvier 1940, il constitue une compagnie de marche de l’infanterie de l’air (CMIA), commandée par le capitaine Glaizot. Elle comprend quatre groupes de corps-francs, placés sous les ordres des lieutenants Audebert et Le Bourhis du 601e GIA et des lieutenants Chevaliers et Lemaitre du 602e GIA. Durant les mois de février et de mars 1940, la CMIA effectue vingt-huit patrouilles en territoire ennemi et monte vingt-trois embuscades. Les accrochages sont nombreux et violents. La CMIA perd au combat les premiers parachutistes alliés : le sergent Barrate (24 février 1940) et le sergent Solacoup (7 mars 1940). Pourtant, les résultats remarquables, obtenus en seulement quelques semaines, montrent que l’Armée de l’air a eu raison de croire à ce corps nouveau : l’infanterie de l’air. D’ailleurs, cette courte campagne est l’occasion de citer cinquante-quatre officiers, sous-officiers et aviateurs à l’ordre de l’Armée, de la Brigade ou du Régiment. Le 22 mars 1940, la CMIA est dissoute. Ses hommes reforment alors en grande partie les 601e et 602e GIA, d’autres constituent la garde d’honneur du commandant en chef des forces aériennes françaises, le général Vuillemin.
En mai 1940, le 602e GIA reçoit pour mission de défendre les points sensibles de l’Armée de l’air et de chasser les agents infiltrés. Après des repositionnements successifs à Montargis, à Avignon-Pujaut, c’est depuis Maison-Blanche que le 602e GIA apprend la capitulation française. Malgré la démobilisation puis la dissolution des deux GIA le 25 août 1940, les hommes vont continuer la lutte :
-      En Afrique du Nord (AFN), au sein de la compagnie d’infanterie de l’air (CIA) no 1, qui devient le 1er Bataillon puis Régiment de chasseur parachutiste (RCP) de l’armée de l’air, le 1er juin 1943, sous les ordres du commandant Sauvagnac ;
-      À partir du Royaume-Uni, en s’engageant dans les forces françaises libres (FFL) et les forces aériennes libres (FAFL). Le général DE GAULLE y crée la 1re compagnie d’infanterie de l’air (CIA), le 29 septembre 1940 et en confie le commandement au capitaine Bergé (602e GIA puis état-major de l’air) puis au capitaine Coulet, le 2 octobre 1942. Elle devient ensuite 1re compagnie de chasseur parachutiste (CCP), plus connue sous le nom de French Squadron au sein des special air service (SAS) de l’armée britannique.
En 1945, toutes les unités parachutistes françaises sont rattachées à l’Armée de terre, reprenant l’appellation de 1re RCP. Le régiment conserve par tradition le charognard de l’aviateur sur ses épaulettes. L’Armée de l’air conserve les traditions du 602e GIA.

### Guerre d'Algérie, naissance du CPA 10
Sous l’impulsion du général Alain de Maricourt, l'Armée de l'air crée, le 12 mars 1956, une première unité d'infanterie de l'air de type commando, le commando 10.541 (futur commando parachutiste de l'air no 10 ou CPA 10). Il est le descendant direct des pionniers du parachutisme français et hérite naturellement des traditions du 602e GIA. Tel un trait d’union entre le ciel et la terre, le CPA 10 est chargé de prolonger l’action des aviateurs au sol, partout où la situation tactique l’exige.
Ses premiers éléments sont sélectionnés au sein de toutes les unités de l’armée de l’air. Une fois les effectifs au complet et les premiers entrainements effectués, le CPA 10 est alors détaché quelques mois au sein de l’armée de terre, afin de s’aguerrir aux techniques de combat antiguérilla. C’est depuis la base de Tébessa et sous les ordres d’un certain colonel Bigeard du 3e régiment de parachutistes coloniaux (RPC), que « les gars du 10 » se font remarquer pour leur bravoure et leurs qualités humaines et techniques. Le CPA 10 brille au combat et l’unité est déclarée opérationnelle. Elle s’installe à La Reghaia, sous les ordres du capitaine MEYER, comme unité d’intervention du corps d’armée d’Alger. Le concept est ainsi validé et donne lieu à la création d’unités cousines : CPA 20, CPA 30, CPA 40, CPA 50.

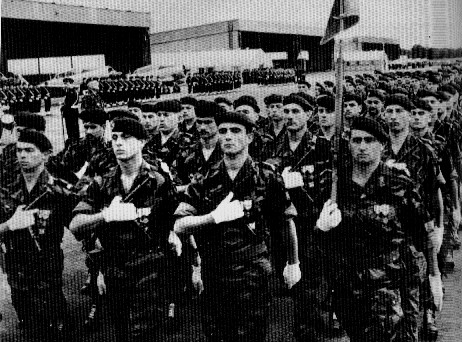
Le CPA10 défile à la REGHAIA

En 1957, le CPA 10 prend part aux missions de démantèlement dans l’algérois. En 1959, il participe à toutes les opérations du plan CHALLE, qui permet officiellement d’achever, en 1960, la pacification de ce département français.
Fort de son expérience au combat, de sa connaissance du terrain, le CPA 10 est devenu une référence dans la contre-guérilla. Sa valeur est « comparable à celle des meilleurs régiments parachutistes. Ses qualités de dynamisme et souplesse sont appréciées par le haut commandement en Algérie. Sa réputation est également bien assise dans l’Armée de l’air ». Avec d’autres, il est alors chargé d’éliminer les dernières bandes rebelles dans les Aurès. C’est en conduisant une opération de ce type, que le CPA 10 apprend, sur le terrain, le putsch des généraux d’Alger, le 21 avril 1961. Au titre de leur proximité avec le général CHALLE et du soulèvement militaire, la majorité des CPA sont dissous le 1er mai 1961. Dans les faits, seul le CPA 40 a pris part activement à cette tentative de coup d’État. Les hommes sont alors rapatriés d’Algérie en France. Seule la compagnie des commandos parachutistes de l’air (CCPA) 50.541 perdure en Algérie jusqu’au 30 juin 1962. À son retour en métropole, elle sert de base à la création d’unités de fusiliers commando de l’air, responsables de la sécurité des bases aériennes et des points sensibles « air ». Ce pivot vers la protection-défense marque un véritable tournant dans les missions jusque-là confiées aux commandos de l’air. Il s’inscrit dans une manœuvre plus globale de l’armée de l’air, rendue nécessaire par l’arrivée de l’arme nucléaire dans les forces.

### Mise en sommeil
De 1962 à 1979, différentes appellations se succèdent. Elles témoignent d’une spécialité à la recherche d’un nouvel équilibre, entre un héritage basé sur l’intervention et l’offensive et une actualité alors tournée vers la protection et la défense. Tout d’abord, la CCPA devient l’escadron des fusiliers commandos de l’air (EFCA) le 21 avril 1965. Il est installé à la base aérienne (BA) 726 de Nîmes-Courbessac, en vue de former le personnel chargé de la protection des installations des forces aériennes stratégiques.
En 1968, l’EFCA devient l’Escadron des fusiliers commandos d’intervention (EFCI). Il reprend alors les traditions des CPA et acquiert la qualité d’unité des « troupes aéroportées ». En septembre 1969, il reçoit le privilège de se voir confier la garde du drapeau du GCPA d’Algérie. Plus tard, en avril 1978, l’EFCI devient l’Escadron d’évaluation et d’intervention (EEI) et enfin l’Escadron de protection et d’intervention 11.301 (EPI) en avril 1979.

### Opérations spéciales
En 1991 tout s’accélère. Les succès remportés par les forces spéciales (FS) américaines et anglaises au cours de la guerre du Golfe ont mis en lumière les lacunes françaises en organisation interarmées, et directement influé sur la décision de création du Commandement des opérations spéciales (COS) en 1992. Cet état-major est désormais chargé d’apporter des solutions alternatives et complémentaires à celles des forces conventionnelles, que ce soit en anticipation, en planification ou en conduite.
Pour remplir ses fonctions opérationnelles, le COS emploie des hommes, des femmes, des matériels et des savoir-faire fournis par des unités quasiment dédiées au sein des composantes (les Armées de terre, de l’air et la Marine nationale). L’Armée de l’air retient l’EPI. À cette occasion l’EPI devient l’Escadron d’Intervention des Commandos de l’Air (EICA), regroupant les CPA 10 (constitué d’engagés) et CPA 40 (constitué d’engagés et de volontaires service long). Débuté en 1992, le processus d’intégration à la communauté FS se conclut au 1er janvier 1994, lorsque le CPA 10 redevient une unité à part entière, 33 années après sa dissolution.

## Missions et organisation

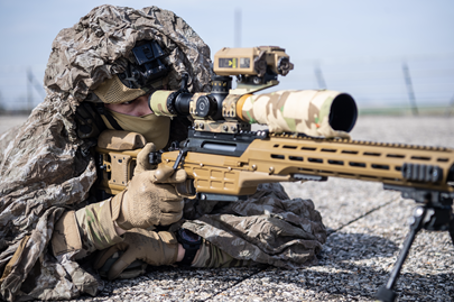
Tireur d'élite du CPA10

Le Commando parachutiste de l’air no 10 relève pour emploi du Commandement des opérations spéciales. Les unités des Forces spéciales (FS) sont un outil stratégique à disposition du pouvoir politique. Lorsqu’ils sont engagés en opération, les FS sont directement subordonnées au Chef d’état-major des Armées (CEMA) par l’intermédiaire du GCOS (général commandant le COS). La mise en condition opérationnelle du CPA 10, quant à elle, relève de l’Armée de l’air et de l’espace (AAE) et plus particulièrement de la Brigade des forces spéciales air (BFSA).
Comme les autres unités à vocation action des forces spéciales (Commandos Marine et 1er RPIMa), le CPA 10 développe des compétences communes dans le domaine des actions spéciales, dites commando : 
- Action directe: action offensive, assaut, sabotage et destruction
- Contre-terrorisme et libération d'otages (CTLO)
- Combat motorisé
- Traitement de cibles de haute valeur (HVT) par neutralisation ou capture
- Reconnaissance dans la profondeur motorisé ou pédestre
- Assistance militaire : accompagnement au combat, formation de forces armées étrangères alliées (guérilla/contre-guérilla), protection rapproché
- Evacuation de ressortissants

Il se distingue des autres composantes avec des savoir-faire spécialisés supplémentaires. Le CPA 10 apporte une expertise aérienne lié à son identité d'aviateur notamment dans le guidage des aéronefs pour la réalisation de frappes dans la profondeur, la prise en compte et l'expertise d’installations aéroportuaires, et la reconnaissance de terrains sommaires pour faire poser des avions de transport d’assaut tactique de l'escadron de transport 3/61 Poitou. 
Pour remplir ces missions, l’unité dispose de « groupes action » aux multiples capacités comme l’infiltration terrestre ou par moyens aériens, la reconnaissance, l’assaut, l’appui, le combat en milieu clos, le tir de haute précision, le renseignement, les actions d’influence ou encore l’expertise technique. La plupart des dix groupes sont qualifiés « chuteurs opérationnels », certains ayant la capacité de saut opérationnel à très grande hauteur (SOTGH), c'est-à-dire qu'ils sautent sous oxygène. Le CPA 10 dispose de la plus forte proportion de chuteurs opérationnels parmi les unités du COS. Les groupes actions peuvent tous réaliser des missions de contre-terrorisme et cinq groupes ont la compétence de libération d’otage (CTLO) et emploient des procédures particulières de combat en milieu clos. Trois équipes de tireurs d’élite, dites THP (tireur de haute précision), les « snipers » du CPA 10, et six équipes de commandement opérationnel (CELMO : Cellules de mise en œuvre) complètent l’effectif combattant.
Ce personnel est réparti dans trois commandos nommés d’après les lettres de l’alphabet aéronautique : Alpha, Bravo et Charlie, qui sont composés comme suit :
- Commando A : CELMO A1 et A2, groupes 11A, 12A, 13A, 14A, et THP A ;
- Commando B : CELMO B1 et B2, groupes 11B, 12B, 13B, et THP B ;
- Commando C : CELMO C1 et C2, groupes 11C, 12C, 13C, et THP C.

Une particularité du CPA 10 est qu’il y a un binôme maître-chien dans chacun de ses groupes. Les chiens de guerre sont entraînés à la recherche et à l’attaque, et peuvent accompagner leur groupe en toutes circonstances, y compris lors d’un saut sous oxygène. En effet, le CPA 10 a développé un masque à oxygène pour chien, une capacité unique au monde,.
Le CPA 10 s’appuie aussi sur des services de soutien spécialisé internes à l’unité : un bureau Renseignement, une antenne médicale et un soutien technique (véhicules, armement, logistique, transmissions). Tous ces spécialistes sont régulièrement engagés en opération aux côtés des commandos.

## Formation et Groupes actions
Pour espérer intégrer un groupe action du CPA 10, il faut passer par une succession de stages. Un candidat ab-initio qui souhaite devenir opérateur au sein du CPA10 devra réaliser ce parcours : 
- FME (formation militaire élémentaire) ;
- Stage MAQUIS : formation initiale de fusilier de l’air ;
- Stage MATOU : formation de commando parachutiste de l’air, nécessaire pour intégrer les CPA, incluant le passage du brevet de parachutisme militaire à l’ÉTAP (École des troupes aéroportées à Pau) ;
- Stage ATTILA : formation socle nécessaire pour intégrer les unités des forces spéciales (CPA 10 et CPA 30), incluant le passage au CNEC (Centre national d’entraînement commando, à Montlouis-Collioure) ;
- Et enfin le stage BELOUGA, dont la réussite permet de rejoindre le CPA 10 et de devenir opérateur dans un groupe action.

Concernant le personnel non-commando souhaitant intégrer les services de soutien et le bureau Renseignement du CPA 10, la formation d’intégration est le stage JAGUAR.
Le CPA 10 compte dix groupes « action » constitués chacun de dix à douze commandos maîtrisant un standard de procédures communes, acquises au cours de divers stages dont le stage final BELOUGA. Un groupe est commandé soit par un lieutenant soit par un sous-officier breveté supérieur (sergent-chef à adjudant-chef).
Chaque groupe action possède des compétences particulières : CTLO (contre-terrorisme et libération d’otage), PATMOT (patrouille motorisée à long rayon d’action), SOGH (saut opérationnel à grande hauteur), voire SOTGH (saut opérationnel à très grande hauteur, avec oxygène).

## Engagements du CPA 10 au sein du COS
Depuis sa refondation en tant qu’unité des Forces spéciales, le CPA 10 a participé à toutes les opérations extérieures françaises. Il a ainsi été engagé en ex-Yougoslavie, en Afghanistan, en République de Côte d’Ivoire, en République Démocratique du Congo, au Rwanda, au Tchad, au Liban, en Somalie, au Mali, en Mauritanie, en République Centrafricaine, au Burkina Faso, au Niger, en Irak, au Soudan… Certaines missions ne peuvent pas être mentionnées pour des raisons de sécurité opérationnelle.
Ces engagements sont régulièrement réalisés sous court préavis, dans le cadre du dispositif d’alerte permanent armé par l’unité.
Le CPA 10 participe également à de nombreux exercices nationaux et internationaux, en France comme à l’étranger.
Au titre de ses nombreux faits d’armes, le fanion du CPA 10 a reçu six citations avec palme. Ses opérateurs reçoivent de nombreuses décorations individuelles et font de lui l’une des unités les plus décorées des Armées françaises.
En 1995 débutent les campagnes de longue durée, avec les premières missions de renseignement et de capture au profit du Tribunal pénal international pour l’ex-Yougoslavie (TPIY), et les interventions en Côte d’Ivoire ou en Centrafrique.
Arrivent ensuite les opérations fondatrices du COS moderne en Afghanistan avec les Task Forces (TF) Arès de 2003 à 2006, dédiée aux reconnaissances spéciales et à la contre-insurrection, puis Jehol et TF-32 de 2011 à 2013, qui voient le début des missions de contre-terrorisme (CT) et du ciblage – des savoir-faire qui serviront de socle au développement des capacités CT mises en œuvre dans le cadre des TF suivantes.
Le caporal-chef Sébastien Planelles du CPA10 est tué en Afghanistan le 25 août 2006, lors d’une mission de combat face aux Talibans. Le premier-maître Frédéric Paré des Commandos Marine est également tué lors de cette opération menée dans le cadre de la TF Arès.
En janvier 2011, des membres du CPA 10 ont participé à la tentative de libération de deux ressortissants français enlevés par AQMI à Niamey. Cette opération fut baptisée Archange Foudroyant.
À partir de 2013, les missions du CPA 10 se caractérisent à la fois par la priorité donnée aux actions directes de contre-terrorisme et au ciblage d’« individus à haute valeur » (IHV) – notamment par la TF Sabre au Sahel, et par un certain renouveau de l’action indirecte avec l’engagement au combat aux côtés de forces locales, qu’illustre la TF Hydra étroitement intégrée avec les milices kurdes d’Irak (Peshmerga) et de Syrie (YPG).
En 2013, l'unité est engagée au Mali, lors du combat du Timétrine pendant l'opération Avrid aux côtés du 1er Régiment de parachutistes d'infanterie de marine et des Commandos Marine.
En 2014, l'unité a pris part, entre autres, aux opérations françaises au Mali (interventions militaires au Mali « Serval » et « Barkhane »), où est mort au combat le sous-officier Thomas Dupuy dans la nuit du 29 au 30 octobre 2014.
En 2015, l'unité est toujours engagée au Mali dans le cadre de l'opération Barkhane. Le 26 novembre 2015, l'unité est de nouveau endeuillée par la mort du sergent-chef Alexis Guarato, des suites de ses blessures reçues le 13 octobre 2015 (lors d’une embuscade tendue par l’ennemi au retour d’une mission de reconnaissance offensive au Nord-Mali, son véhicule a explosé sur une mine, et il a été blessé ainsi que deux de ses camarades).
Le 15 janvier 2016, le CPA 10 intervient de manière décisive lors des attentats de Ouagadougou, aux côtés du 1erRPIMa.
En 2016, le CPA 10 est impliqué dans la préparation de la bataille de Mossoul au cours de laquelle deux de ses opérateurs sont grièvement blessés le 2 octobre par l'explosion d'un drone piégé de l'EI entre Mossoul et Erbil.
Le 2 mars 2018, le CPA 10 est intervenu lors de l'attaque de Ouagadougou pour assurer la protection de l'ambassade de France ainsi que celle de l'état-major burkinabé, alors qu’une attaque avait été lancée par le Groupe de soutien à l’islam et aux musulmans (GSIM).
En août 2021, le CPA 10 intervient à Kaboul (Afghanistan) dans le cadre de l’opération d’évacuation de ressortissants, baptisée Apagan,.
En avril 2023, le CPA 10 intervient, aux côtés des Commandos Marine et du GIGN, au Soudan dans le cadre de l’opération Sagittaire,. Il s’agit là aussi d’une opération d’évacuation de ressortissants, décidée après le déclenchement du conflit entre les Forces de soutien rapide et les Forces gouvernementales.

## Commandants d'unité
601e groupement d'infanterie de l'air :
- 1937 : commandant Arsac.

602e groupement d'infanterie de l'air :
- 1937 : commandant Michel.

Groupement de commandos parachutistes de l’air 10.54 :
- 1956 à 1958 : capitaine Albert-Charles Meyer;
- 1958 à 1960 : lieutenant Gaston Pallardy ;
- 1960 à 1961:  lieutenant Jamin.

Escadron d'évaluation et d'intervention :
- 1969 Lieutenant Vinciguerra ;
- 1969 à 1973 : capitaine Catalifau ;
- 1973 à 1974 : lieutenant Donate ;
- 1974 à 1976 : capitaine Keryhuel ;
- 1976 à 1979 : capitaine Lassalle.

Escadron de protection et d'intervention 11.301 :
- 1979 à 1982 : capitaine Janvier ;
- 1982 à 1985 : capitaine Jean ;
- 1985 à 1987 : capitaine Xavier Masson-Regnault ;
- 1987 à 1990 : capitaine Bonnefond ;
- 1990 à 1992 : capitaine Redon ;
- 1992 à 1993 : capitaine Charpentier.

Commando parachutiste de l’air no 10 (composante opération spéciale de l'EICA 11.301) :
- 1994 à 1995 : capitaine Charpentier ;
- 1995 à 1996 : capitaine Willem.

Commando parachutiste de l’air no 10.566 :
- 1996 à 1997 : commandant Willem ;
- 1997 à 1999 : commandant Landichef ;
- 1999 à 2002 : commandant Fontant ;
- 2002 à 2006 : lieutenant-colonel Renon ;
- 2006 à 2009 : lieutenant-colonel Sutter ;
- 2009 à 2011 : lieutenant-colonel Boïté ;
- 2011 à 2013 : lieutenant-colonel Brault ;
- 2013 à 2016 : lieutenant-colonel Asselin ;
- 2016 à 2018 : lieutenant-colonel Locqueville ;
- 2018 à 2020 : lieutenant-colonel Nirta ;
- 2020 à 2021 : lieutenant-colonel Païusco ;
- 2021 à 2024 : lieutenant-colonel Michalon.

## Insignes
L’emblème du CPA 10, porté par ses membres sous forme d’écusson, arbore les éléments suivants : un parachute, les ailes de l’Armée de l’air, l’arbalète du COS et une étoile.
Les fusiliers-commandos (FUSCO) sont coiffés d'un béret bleu nuit avec pour insigne une aile, une étoile et un glaive, l'ensemble surbrochant une couronne. La symbolique est la suivante : « L'étoile te guide, l'aile te porte, le glaive te défend et la couronne t'attend ».
L'insigne métallique de poitrine ou « pucelle » du CPA 10 est l’emblème du 602ème GIA, dont il a repris les traditions lors de sa création en 1956.

## Témoignages de reconnaissance
- Croix de la valeur militaire : signe de l’importance du rôle que tiennent les forces spéciales dans les opérations militaires menées par la France, le Commando Parachutiste de l’Air no 10 (CPA 10) est la première unité de l’armée de l’Air à avoir reçu quatre Croix de la Valeur militaire (CVM) avec palme de bronze. Depuis 2024, le fanion du CPA 10 est orné de six palmes de bronze.
- Place général Albert-Charles Meyer : le 21 novembre 2014, la ville de Belfort a baptisé ainsi l'une de ses places[22].
- La Base aérienne 122 Chartres-Champhol portait le nom de tradition du lieutenant Albert Vasseur, officier du commando tué en 1957.
- Le 11 décembre 2021, le Commando Parachutiste de l'Air no 10 est devenu le parrain de la 74e promotion des Classes de l'Air, constituée des élèves de CPGE de l'École des pupilles de l'air.

## Culture populaire
- Dans le film Forces spéciales, le personnage d'Elias appartient au CPA 10.
- Dans la bande dessinée Sisco, tome 11, un détachement du CPA 10 conduit une opération de libération d’otage dans un pays du Sahel.
- Une partie de l'histoire du CPA 10 moderne (période 2005-2024) est racontée dans le livre "Forces spéciales: les guerriers du 10", écrit par Nicolas S. "Stan" (un officier de l'unité) et illustré par JC Sanchez (un dessinateur) - Mareuil éditions, 21 novembre 2024.